# Ладан (селище)

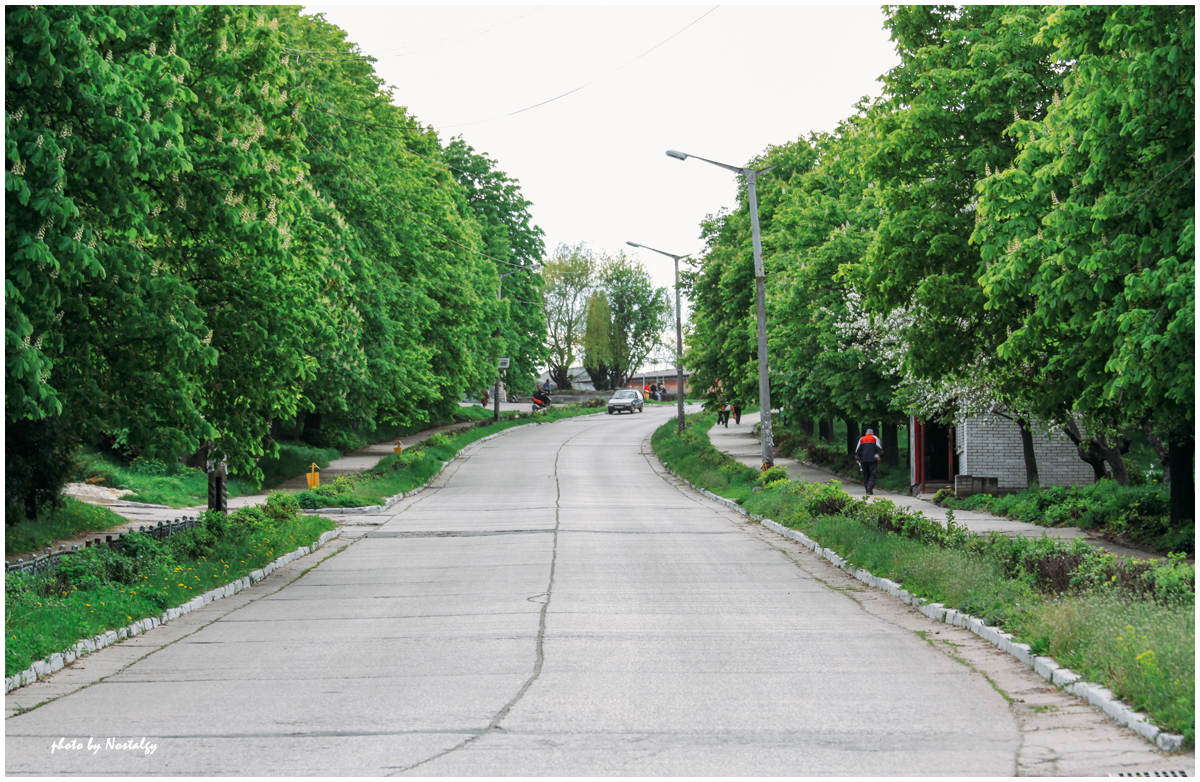
Центральна вулиця Миру

Ла́дан — селище Прилуцького району Чернігівської області України, центр селищної громади. Розташований на річці Удаї, за 18 км від райцентру і залізничної станції Прилуки.

## Географія
Селищем тече річка Ладанка.

## Історія

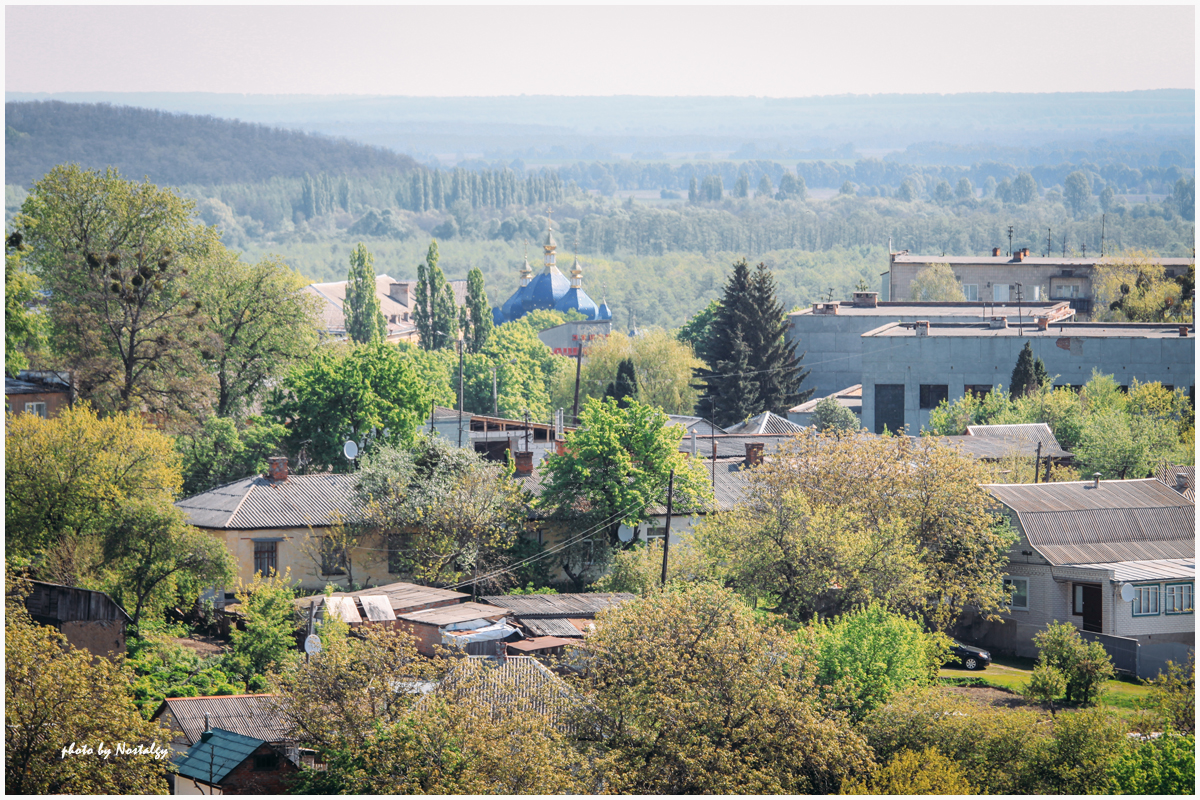
вид на центральну частину селища

Вперше згадується 1603, коли тут було засновано Покровський Підгірський Ладинський монастир. Село на той час називалось «Ладине». Монастирю належали Ладан і навколишні великі земельні угіддя.
У 1862 році у селі володарському та казеному Ла́дин була церква, православний монастир(жіночий) з 2 церквами, сільське правління, 2 ярмарки та 179 дворів де жило 1274 особи
У 1911 році у селі Ла́дин була Миколаївська та монастирська церкви,  земська та єпархіальна школи та жило 2195 осіб
В 1917 році Ладан входить до складу Української Народної Республіки.
Внаслідок поразки Перших визвольних змагань село надовго окуповане більшовицькими загарбниками.
У 1928—38 роках у Ладані в приміщеннях ліквідованого монастиря діяла Ладанська трудова комуна безпритульних дітей і малолітніх правопорушників.
В 1932-1933 населення пережило сталінський геноцид.
У 1933 році тут побував український радянський письменник І. К. Микитенко.
У селищі — виробниче об'єднання «Протипожежне устаткування», відділення зв'язку, АТС, загальноосвітня школа 1-3 ступенів, вечірній машинобудівний технікум, проф.-тех. училище, лікарня, поліклініка, 3 дитсадки, Будинок культури на 600 місць, клуб на 400 місць, 5 бібліотек (72 тисячі одиниць зберігання), історико-краєзнавчий музей.
У 1947 і 1977 встановлено 4 надгробки на братських могилах вояків Червоної армії, загиблих під час оборони 1941 і захоплення Ладана 1943 в ході німецько-радянської війни. Пам'ятний знак (1975) на честь вояків-односельців, які загинули під час війни на стороні СРСР (195 чол.).
З 24 серпня 1991 року селище входить до складу незалежної України.
До 2020 року було центром селищної ради, якій було підпорядковане село Подище.

## Політика

### Парламентські вибори, 2019
На позачергових парламентських виборах 2019 року у селі функціонували 4 окремі виборчі дільниці № 740607–740610.
Результати
- зареєстровано 4646 виборців, явка 56,09%, найбільше голосів віддано за «Слугу народу» — 42,36%, за Всеукраїнське об'єднання «Батьківщина» — 17,42%, за Радикальну партію Олега Ляшка — 13,93%[6]. В одномандатному окрузі найбільше голосів отримав Сергій Коровченко (самовисування) — 23,04%, за Дмитра Пахомова (Слуга народу) — 20,88%, за Бориса Приходька (самовисування) — 18,52%[7].

## Населення

### Чисельність
| 1939    | 1959    | 1970    | 1979    | 1989    | 2001    | 2003    |
| ------- | ------- | ------- | ------- | ------- | ------- | ------- |
| 4 281   | ▲ 6 683 | ▲ 7 209 | ▲ 7 404 | ▲ 7 449 | ▼ 6 979 | ▬ 6 948 |
| 2004    | 2005    | 2006    | 2007    | 2008    | 2009    | 2010    |
| ▼ 6 870 | ▬ 6 855 | ▼ 6 783 | ▼ 6 682 | ▼ 6 617 | ▼ 6 554 | ▬ 6 528 |
| 2011    | 2012    | 2013    | 2014    | 2015    | 2016    | 2017    |
| ▼ 6 466 | ▬ 6 437 | ▼ 6 366 | ▼ 6 299 | ▼ 6 230 | ▼ 6 151 | ▬ 6 155 |
| 2018    | 2019    | 2020    | 2021    | 2022    |         |         |
| ▼ 6 079 | ▼ 5 991 | ▼ 5 883 | ▼ 5 804 | ▼ 5 671 |         |         |

### Мова
Розподіл населення за рідною мовою за даними перепису 2001 року:
| Мова       | Кількість | Відсоток |
| ---------- | --------- | -------- |
| українська | 6688      | 96.31%   |
| російська  | 247       | 3.57%    |
| білоруська | 7         | 0.10%    |
| вірменська | 1         | 0.01%    |
| болгарська | 1         | 0.01%    |
| Усього     | 6944      | 100%     |

## Природоохоронні території
На околицях смт Ладан розташовані ботанічні заказники місцевого значення:
- Бабки
- Боярське
- Пасічне
- Скиток
- Левен
- Кут

## Персоналії
- З Ладаном пов'язана трудова діяльність Героя Соціалістичної Праці А. М. Олексієнка. А. М. Олексієнко навчався в професійно-технічному училищі з 1945 року. Тут також навчався з ним в одній групі Заєць Борис Михайлович (український цирковий режисер, народний артист УРСР, генеральний директор Національного цирку).

- Уродженець Л.— В. П. Бульба під час радянсько-японської війни 1945 повторив подвиг О. М. Матросова. Його комсомольський квиток, прострелений кулями, досі зберігається в краєзнавчому Прилуцькому музеї.

- В Ладані народився актор, Заслужений артист України Харитонов Борис Степанович, на честь якого у вересні 2011 названо одну з вулиць селища[22].
- Шумада Наталія Сергіївна — український вчений-фольклорист.
- Королів Василь Костянтинович — український громадський діяч, письменник, видавець і художник, один із засновників Української Центральної ради.

## Галерея

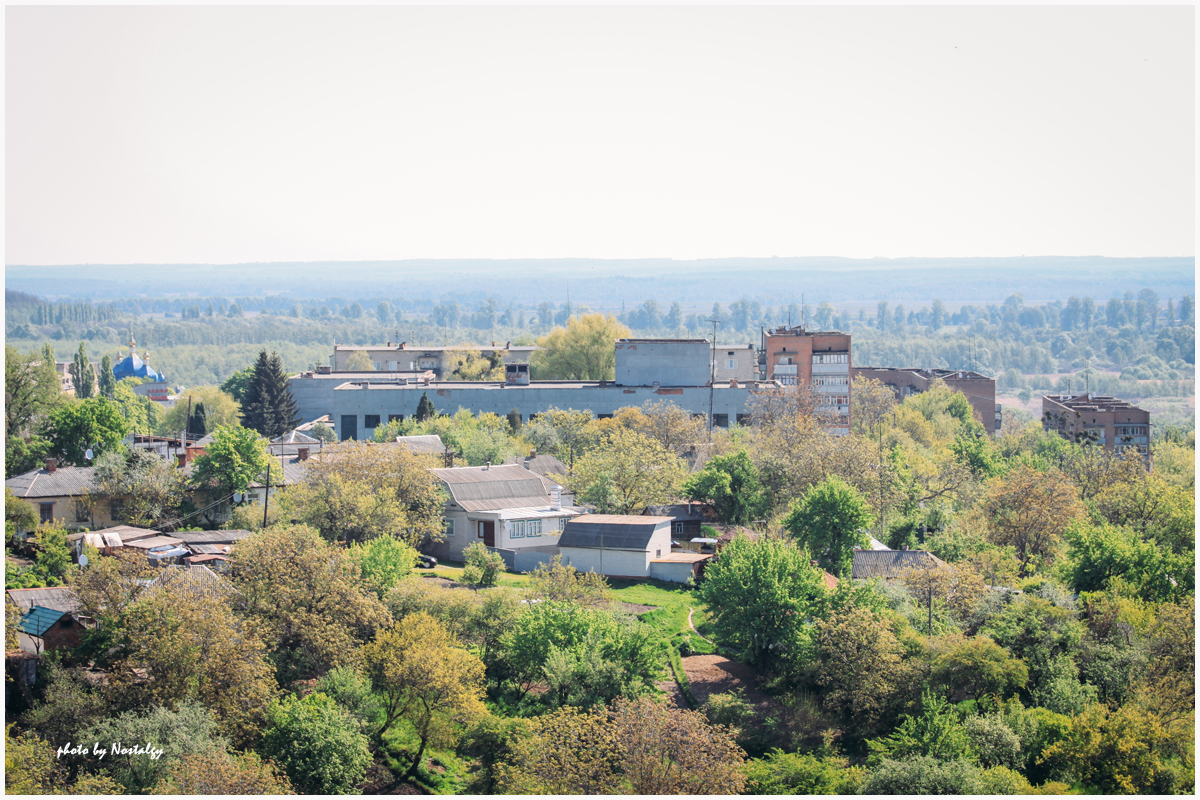
Вид на будинок культури
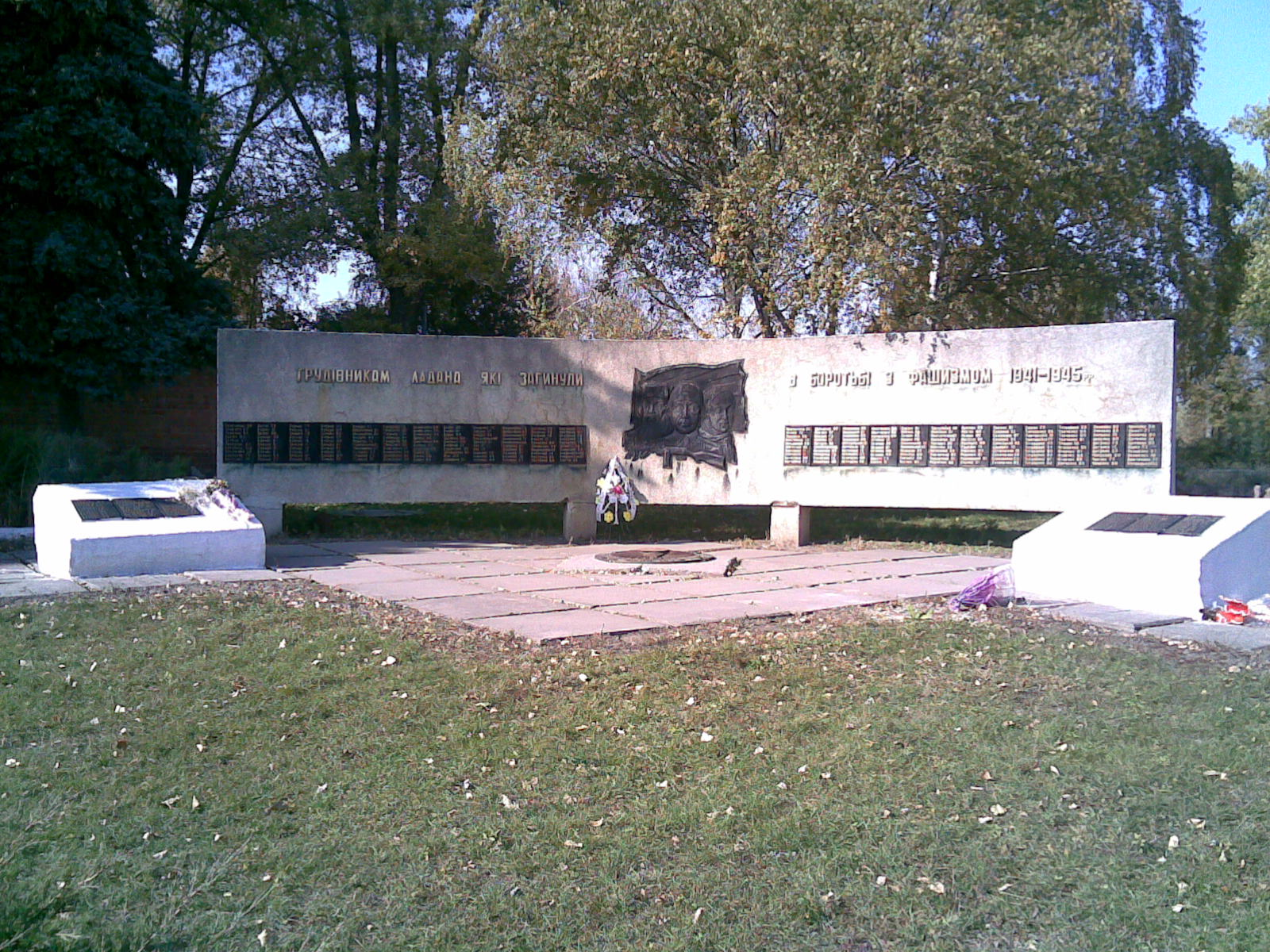
«Вічний вогонь» у центрі Ладана (не працює через скрутне економічне становище)
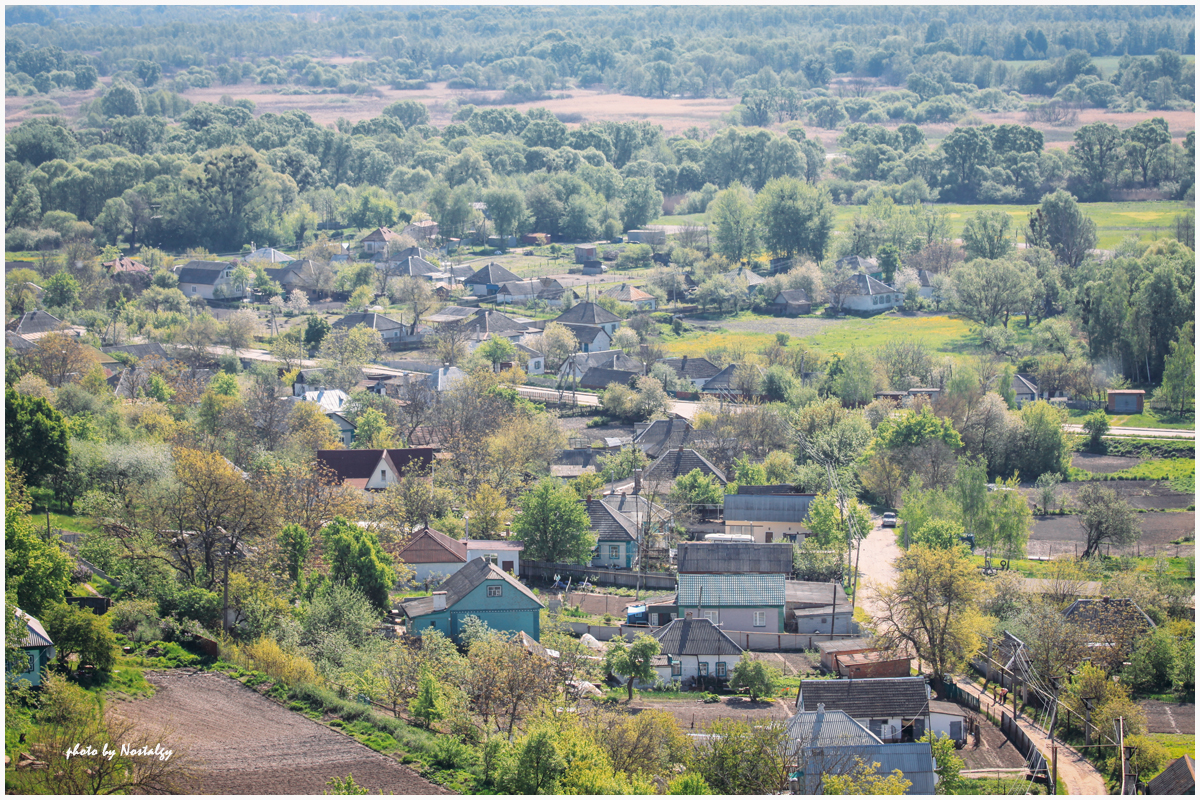
р-н "на болоті"
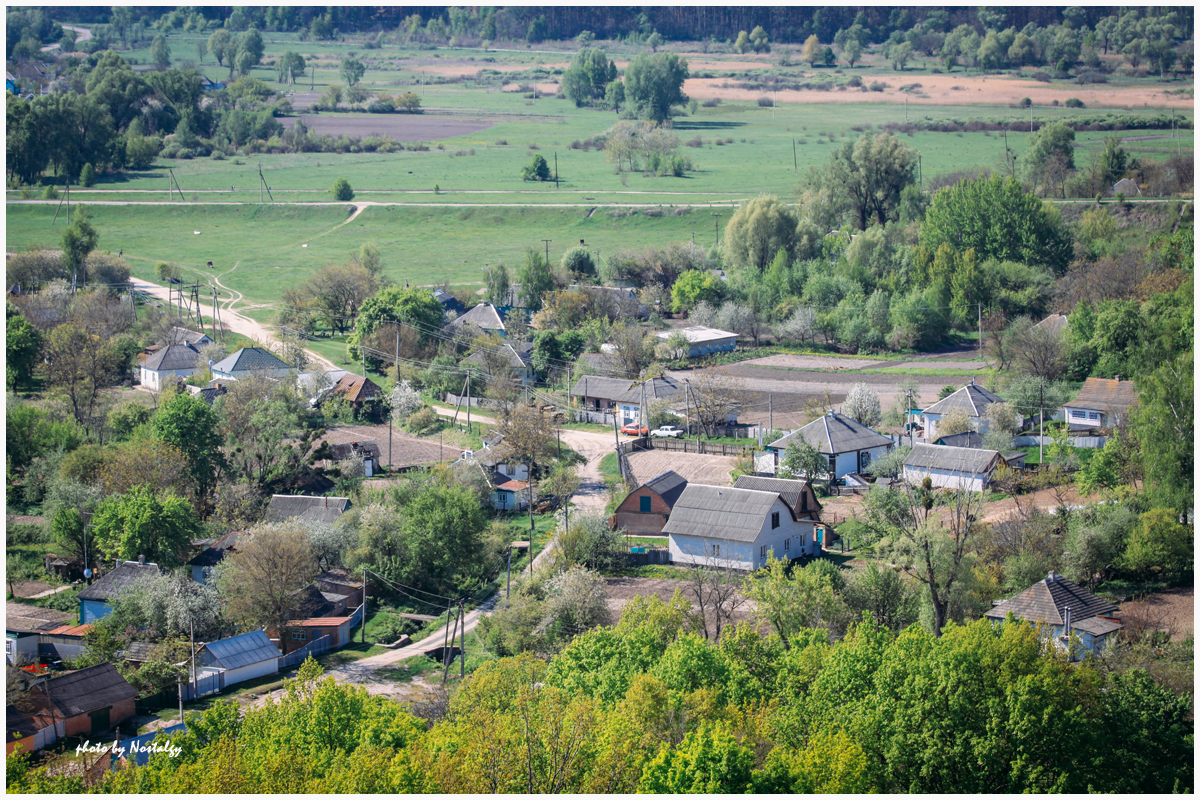
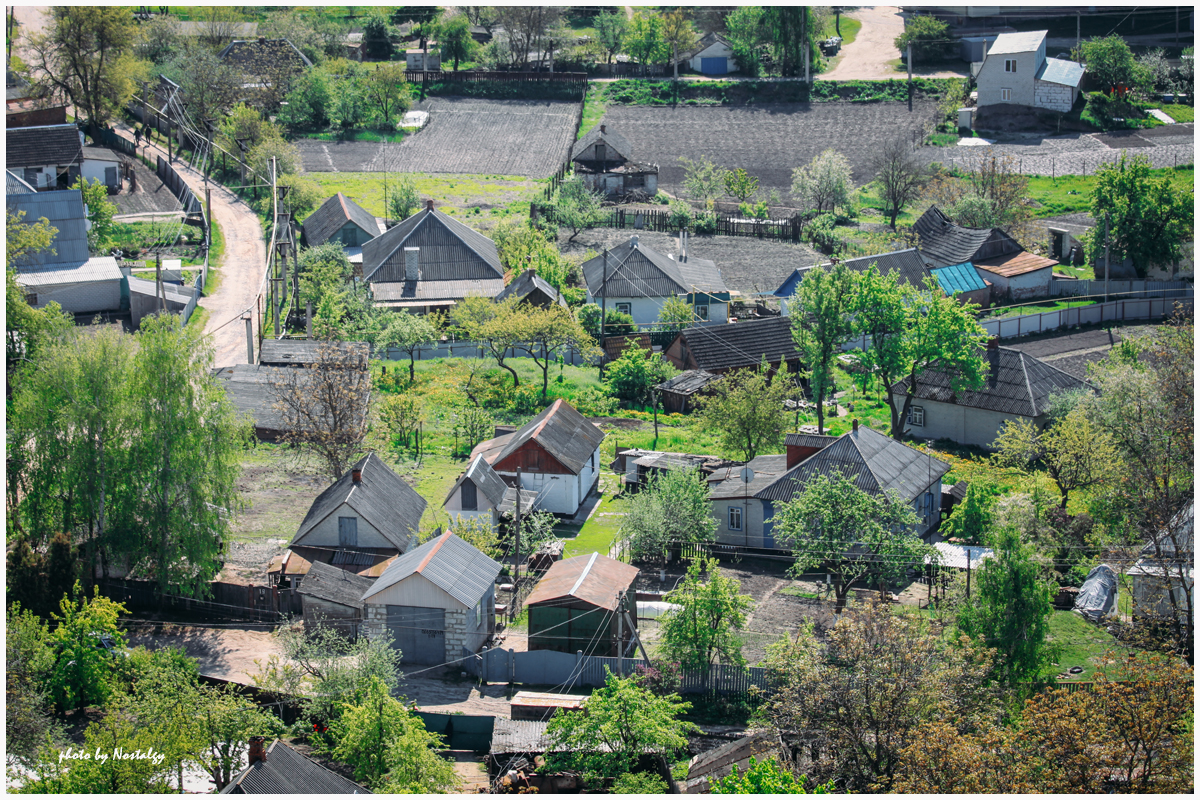
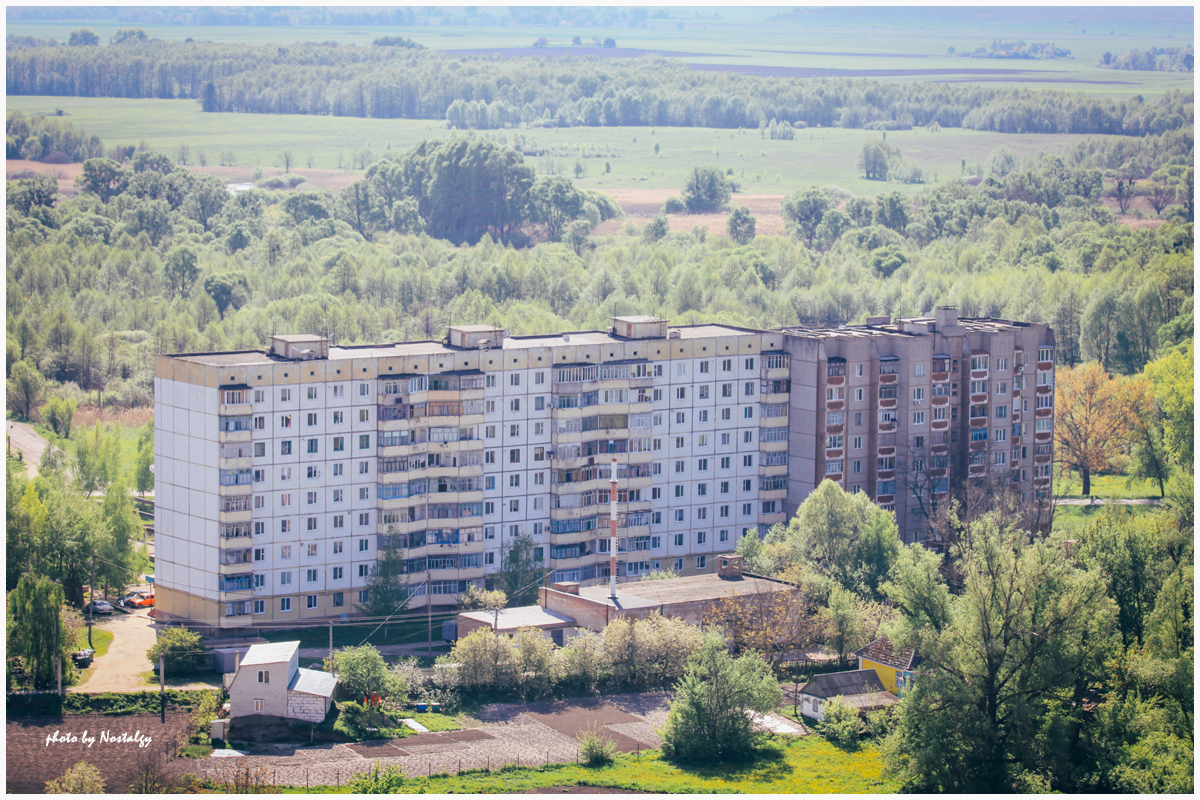
9-ти поверхівки " на болоті"
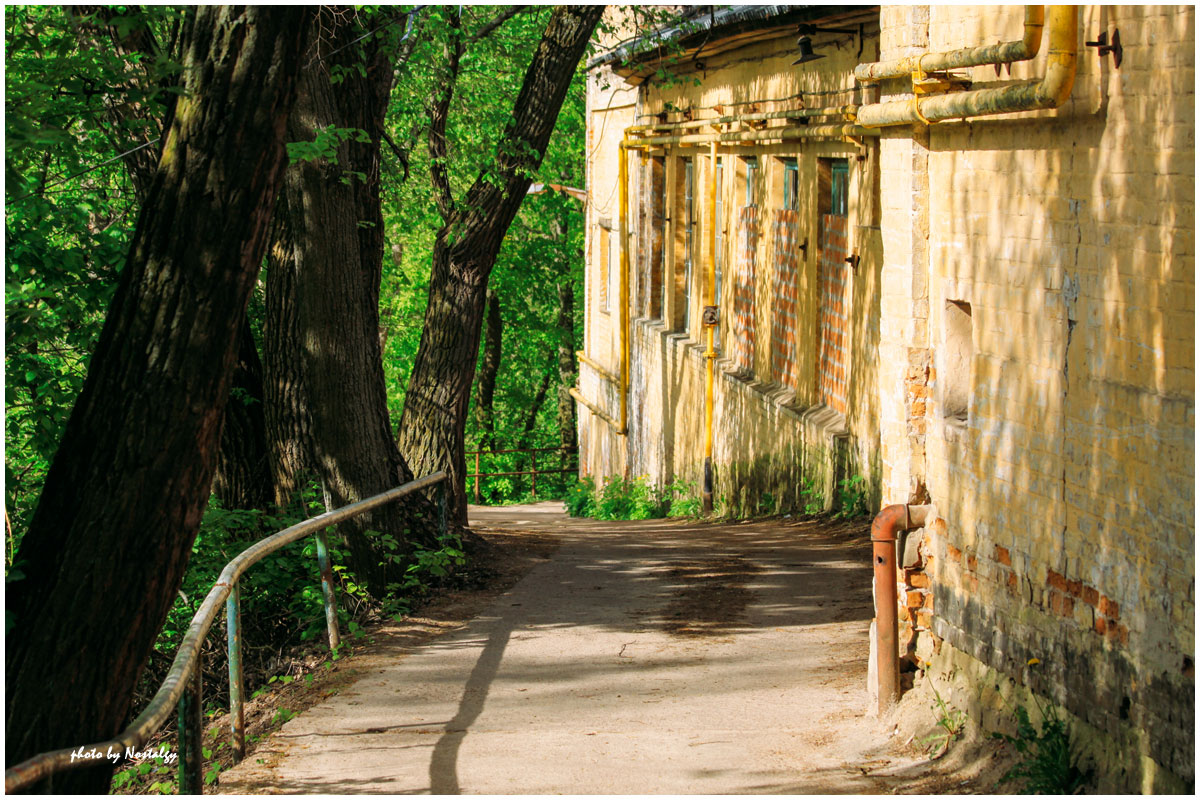
Вулочка що веде в р-н "Кремль"
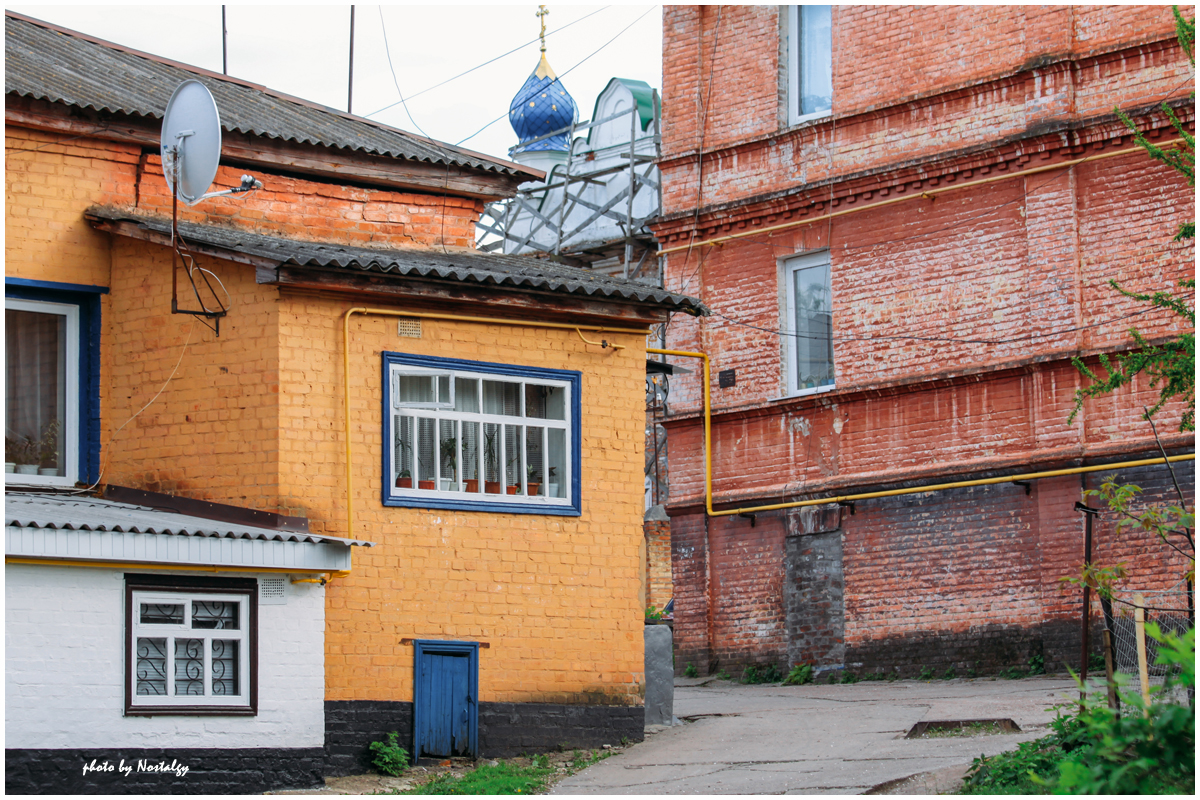
р-н "Кремль"
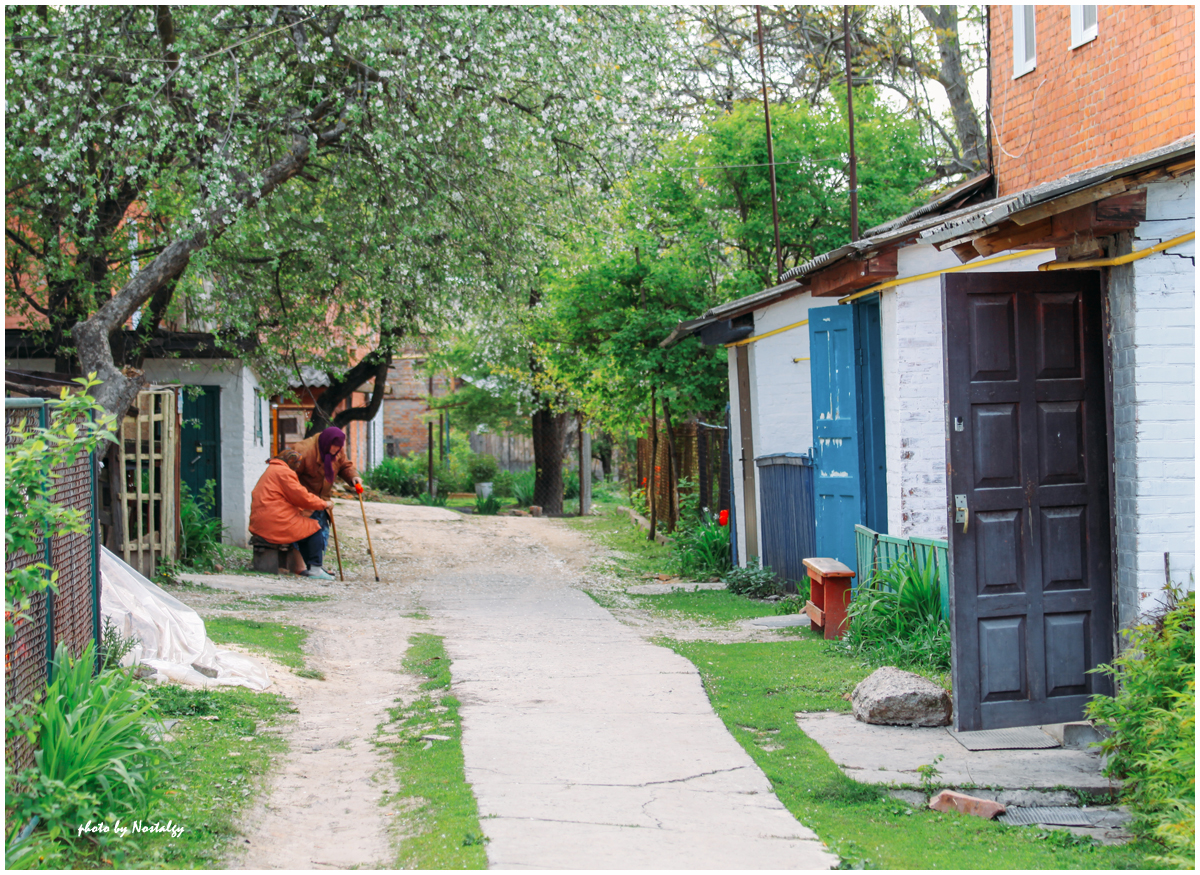
в "Кремлі"
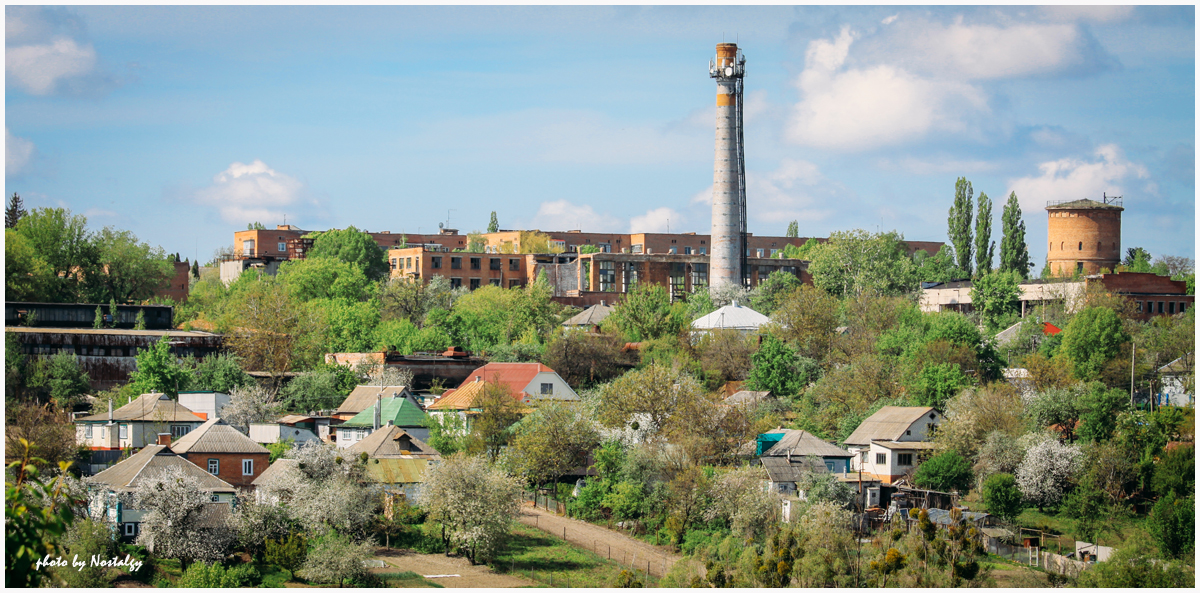
Вид на цехи заводу "Пожмашина"
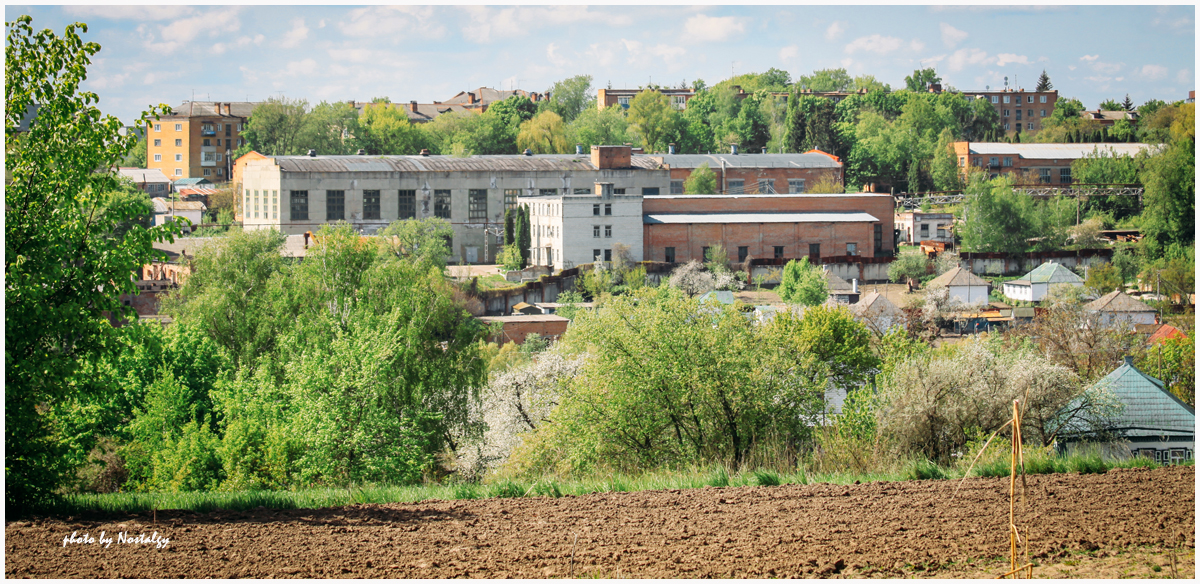
Один із цехів заводу "Пожмашина"
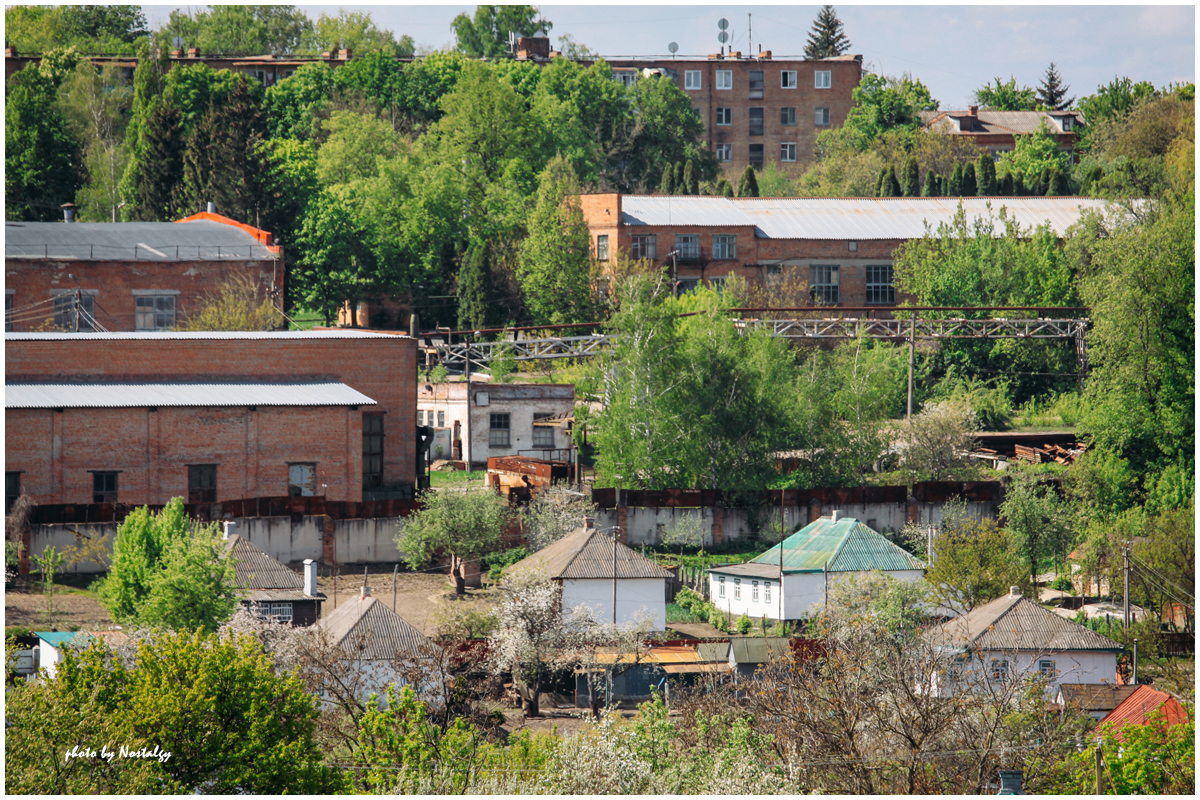
Вид на вул. Свинячу і цехи "Пожмашини"
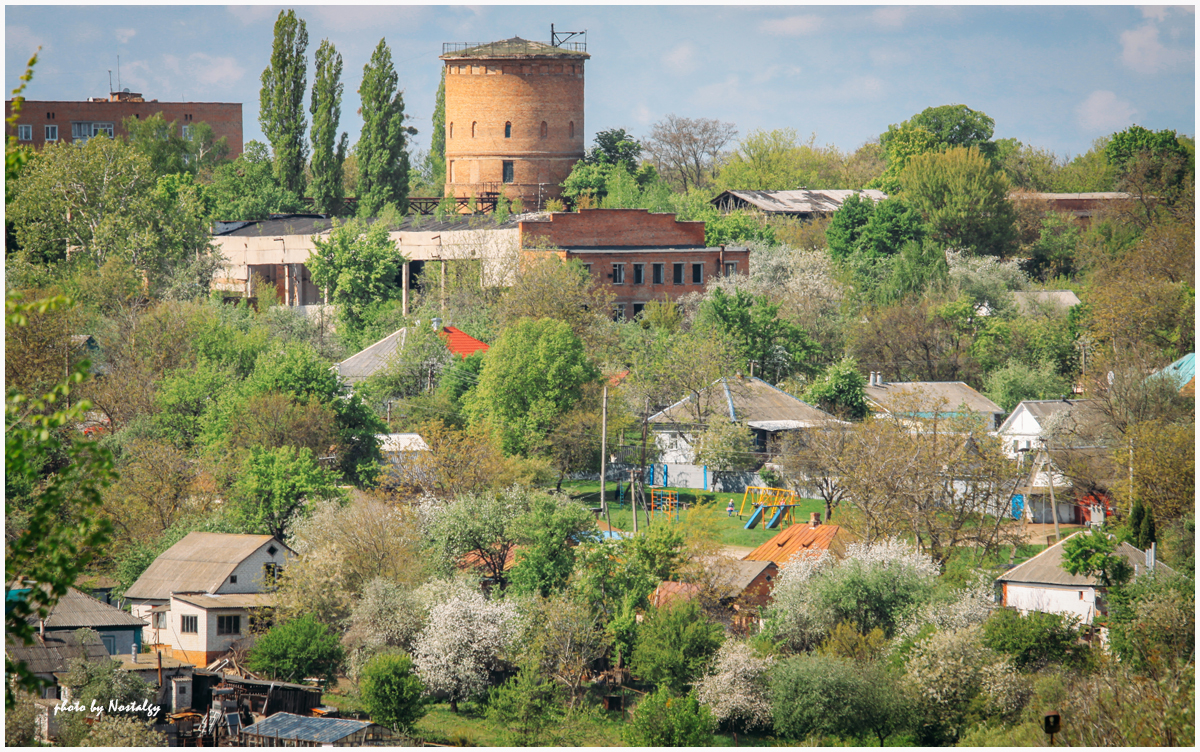
Вид на колишню ТЕЦ і водонапірну вежу
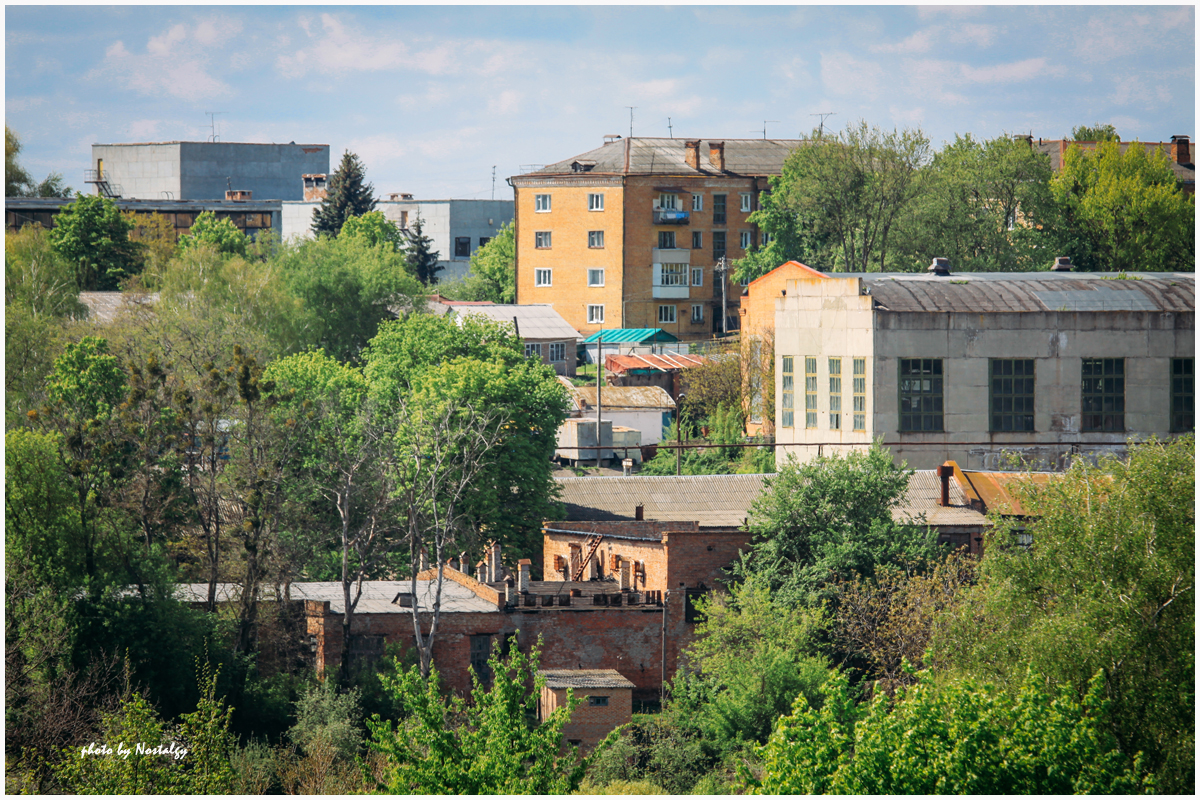
Цехи "Пожмашини" і будинки на вул. Миру
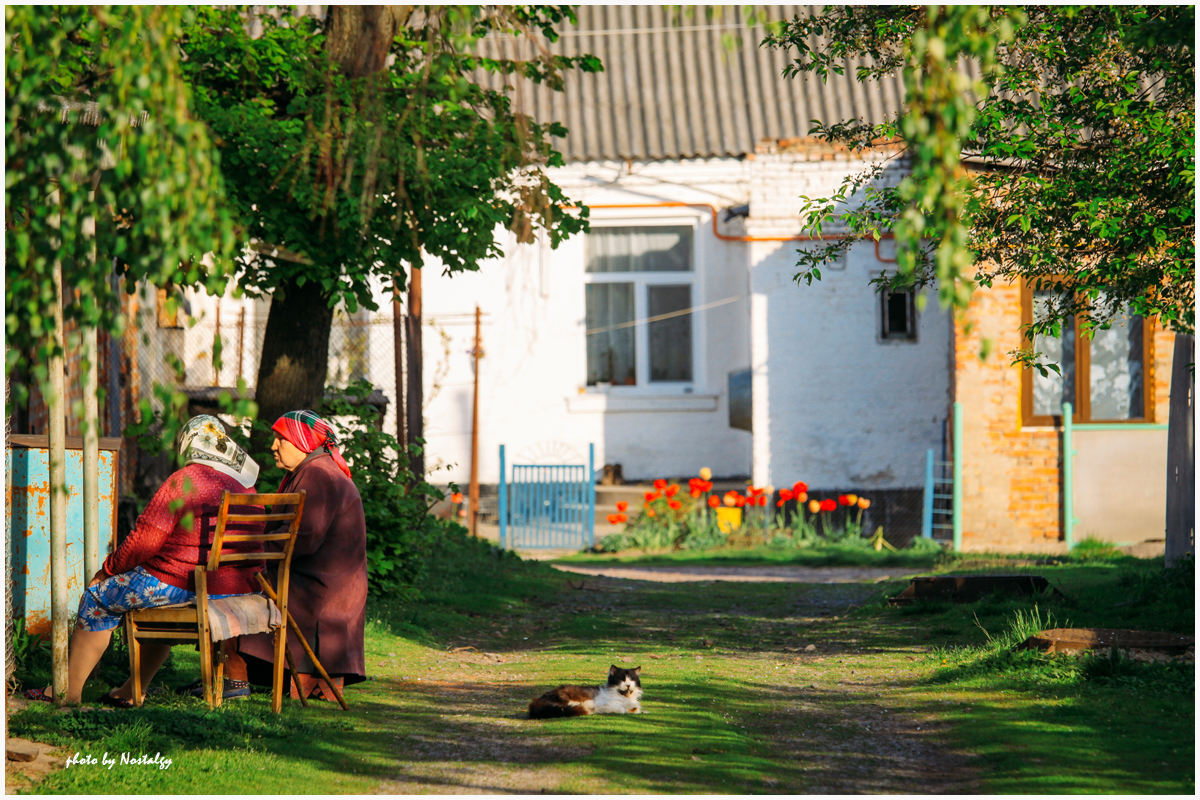
У дворах в р-н "Сінопункт"
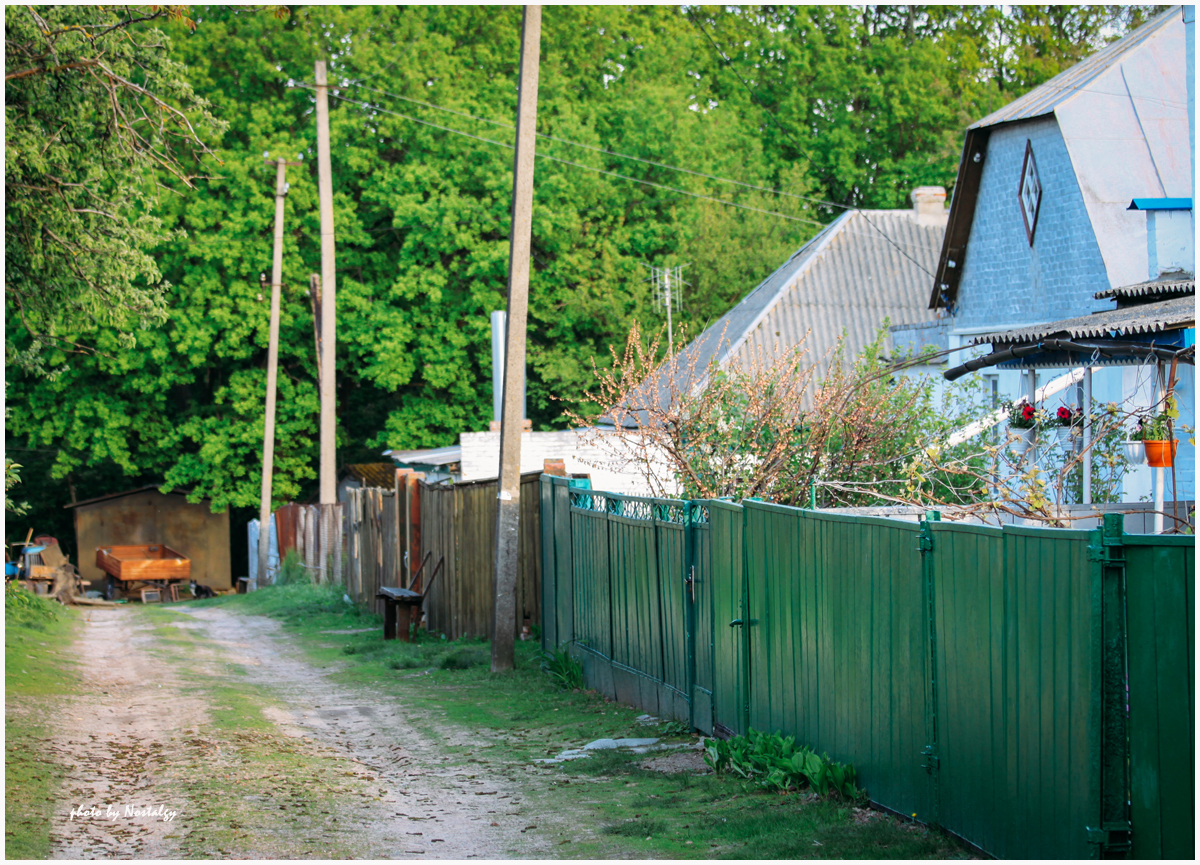
р-н "Сінопункт"
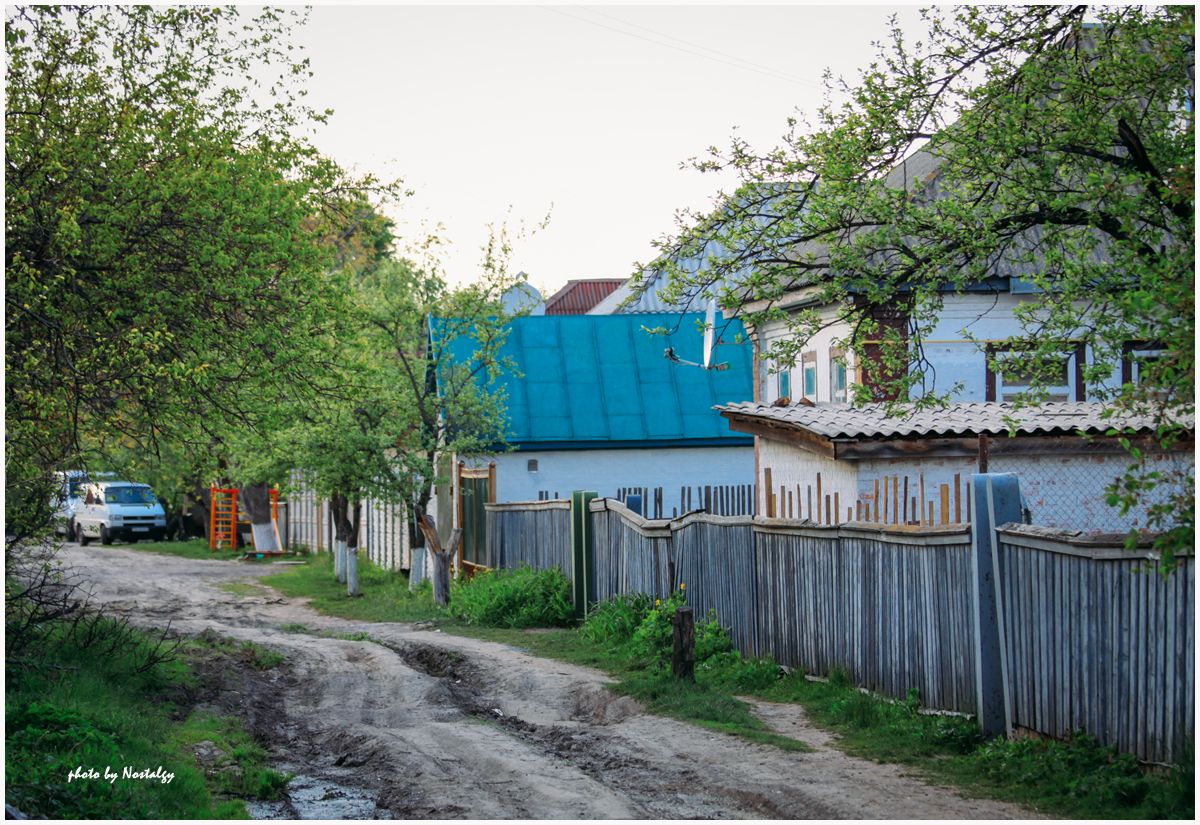
одна із вулиць в р-н "Сінопункт"
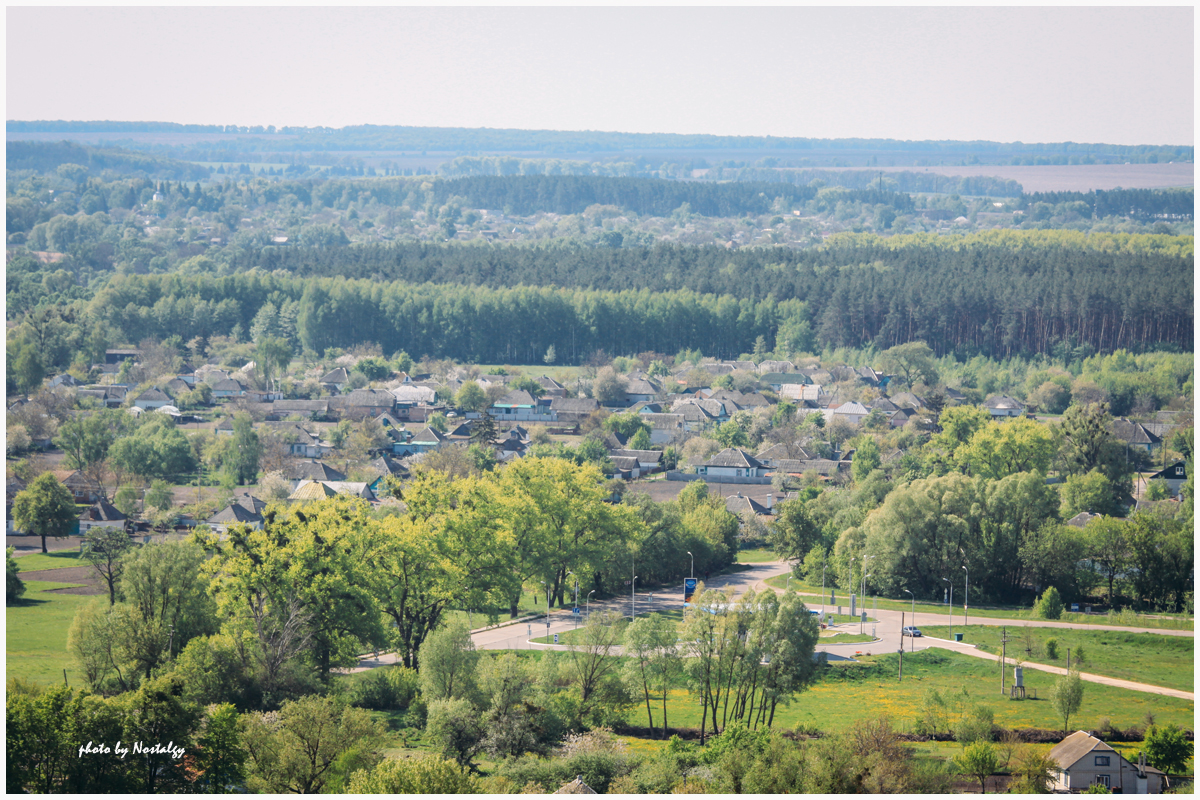
р-н "Березина"

## Виноски
1. ↑  https://rada.info/upload/users_files/04412449/9d7a7d78a28ac6c2daf4ca5e09389747.pdf
2. ↑  ИнфоРост, Н. П. ГПИБ | [Вып.] 33 : Полтавская губерния. - 1862. elib.shpl.ru. Архів оригіналу за 15 січня 2021. Процитовано 1 січня 2022.
3. ↑  Зведений каталог метричних книг що зберігаються в державних архівах України  т.10, кн..1, ст. 103, 531 та 594 (укр.). Український науково-дослідницкий інститут архівної справи та документознавства.
4. ↑  Зведений каталог метричних книг, клірових відомостей та сповідних розписів (укр.). Центральний державний історичний архів України, м. Київ (ЦДІАК України). Архів оригіналу за 11 березня 2022. Процитовано 16 січня 2022.
5. ↑  Полтавский губерский статистический комитет. (1911). Список населенных мест Полтавской губернии, с кратким географическим очерком губернии (російською) . Полтава: Электроная типография Д.Н. Подземского Петровская улица собственый дом, 1912. с. 312 з  562.
6. ↑  Підсумки голосування на виборчих дільницях у загальнодержавному виборчому окрузі в межах ОВО № 210, Чернігівська область. Позачергові вибори народних депутатів України 2019 року.
7. ↑  Відомості про підрахунок голосів виборців на виборчих дільницях одномандатного виборчого округу № 210, Чернігівська область. Позачергові вибори народних депутатів України 2019 року.
8. 1 2 3 4 5 6 7 8 9 10 11 12 13 14  Населення міст і містечок України. pop-stat.mashke.org (англ.). Процитовано 14 серпня 2024.
9. ↑  Населення України на 1 січня 2011 року. db.ukrcensus.gov.ua. Процитовано 14 серпня 2024.
10. ↑  Населення України на 1 січня 2012 року. db.ukrcensus.gov.ua. Процитовано 14 серпня 2024.
11. ↑  Населення України на 1 січня 2013 року. db.ukrcensus.gov.ua. Процитовано 14 серпня 2024.
12. ↑  Населення України на 1 січня 2014 року. db.ukrcensus.gov.ua. Процитовано 14 серпня 2024.
13. ↑  Населення України на 1 січня 2015 року. db.ukrcensus.gov.ua. Процитовано 14 серпня 2024.
14. ↑  Населення України на 1 січня 2016 року. db.ukrcensus.gov.ua. Процитовано 14 серпня 2024.
15. ↑  Населення України на 1 січня 2017 року. db.ukrcensus.gov.ua. Процитовано 14 серпня 2024.
16. ↑  Населення України на 1 січня 2018 року. db.ukrcensus.gov.ua. Процитовано 14 серпня 2024.
17. ↑  Населення України на 1 січня 2019 року. db.ukrcensus.gov.ua. Процитовано 14 серпня 2024.
18. ↑  Населення України на 1 січня 2020 року. db.ukrcensus.gov.ua. Процитовано 14 серпня 2024.
19. ↑  Населення України на 1 січня 2021 року. db.ukrcensus.gov.ua. Процитовано 14 серпня 2024.
20. ↑  Населення України на 1 січня 2022 року. db.ukrcensus.gov.ua. Процитовано 14 серпня 2024.
21. ↑  Рідні мови в об'єднаних територіальних громадах України — Український центр суспільних даних
22. ↑  http://chz.org.ua/node/618%5Bнедоступне+посилання+з+червня+2019%5D
23. ↑  З історії містечка Ладан у Прилуцькому районі